# Marcigny-sous-Thil
Marcigny-sous-Thil este o comună în departamentul Côte-d'Or, Franța. În 2009 avea o populație de 60 de locuitori.

## Evoluția populației
| An        | 1975 | 1982 | 1990 | 1999 | 2006 | 2009 |
| --------- | ---- | ---- | ---- | ---- | ---- | ---- |
| Populație | 68   | 65   | 43   | 48   | 57   | 60   |